# Bento Godói Rodrigues
Bento Godói Rodrigues foi um sertanista paulista que, em 1708, em plena guerra de emboabas contra paulistas,  fugindo do bando de Manuel Nunes Viana nas vizinhanças de Catas Altas, ou simplesmente procurando ouro, costeia as serranias do arraial ao pé da serra do Caraça, sobe até o Caraça, e em dia e meio obtém arroba e meia de ouro.
Foi o responsável pela fundação de um povoado que, mais tarde, tornar-se-ia o subdistrito de Bento Rodrigues, no município brasileiro de Mariana, em que se deu, no ano de 2015, o rompimento de uma barragem.